# Альвалкерія
Альвалкерія (Alwalkeria maleriensis) — динозавр, один з найстарших  тероподів.
Жив у часи пізнього тріасу (приблизно 228–203 млн років тому) на теренах  індійського субконтинента в товаристві ссавцеподібних рептилій, якими, мабуть живився. Завдовжки близько 1 м, маса тіла 3 кг. Його рештки було знайдено в Індії (в штаті Андгра Прадеш).
Цей маленький м'ясоїдний теропод досить мало відомий палеонтологам — класифікований лише на підставі кількох кісток.